# 안숙선

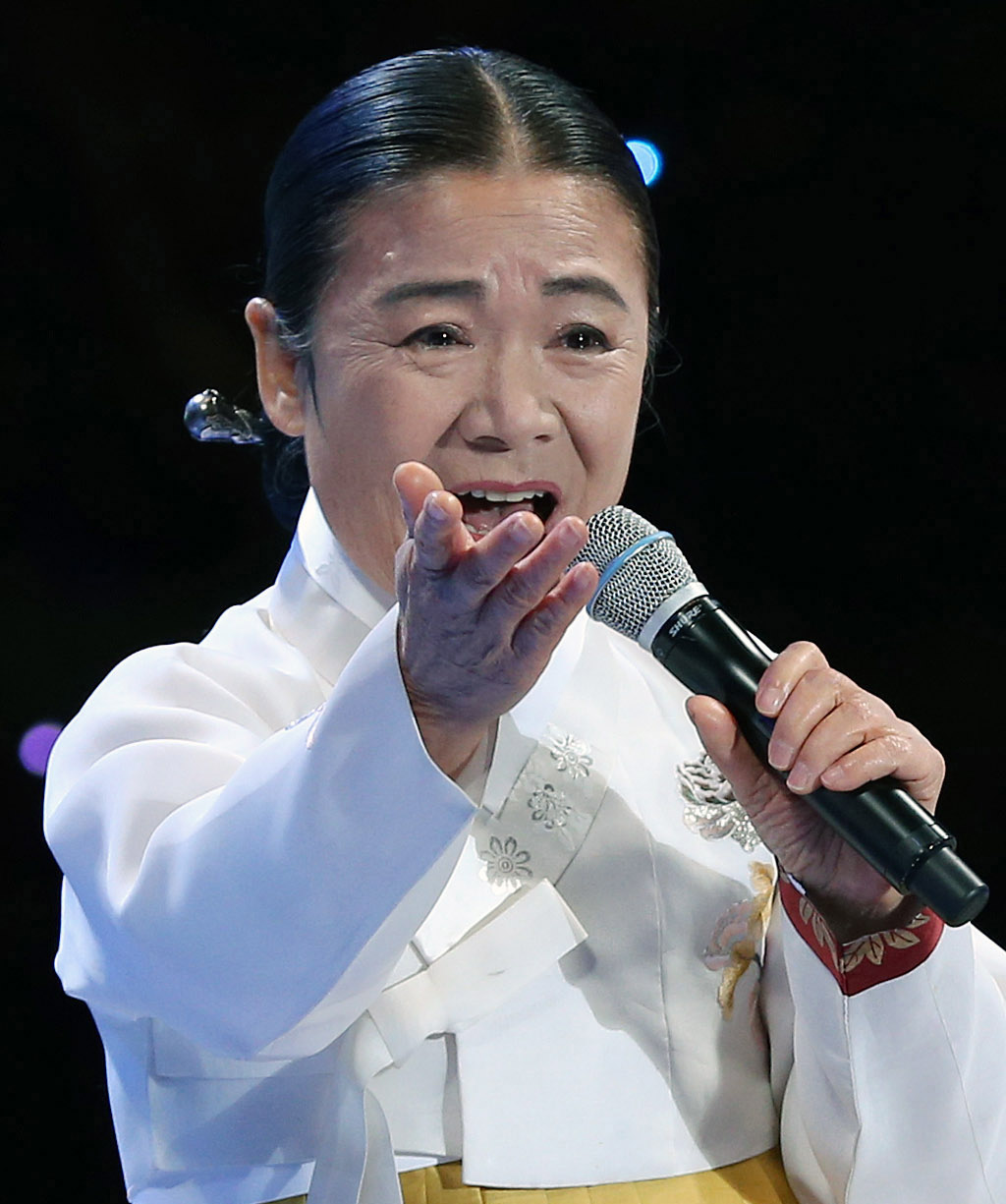
안숙선(2013년)

안숙선(安淑善, Ahn Sook Sun, 1949년 9월 5일 ~ )은 대한민국의 판소리 대명창, 국가무형문화재(인간문화재)이다.
현재 국악계의 인물 중 대중성과 음악성 그리고 예술가로서의 존경과 영향력 등을 모두 갖춘 독보적인 예인이자 대명창으로 평가받고 있다. '영원한 춘향', '우리시대 최고의 소리꾼', '국악계의 프리마돈나'로 불리며 그동안 40여 개국이 넘는 수 많은 나라 최고의 무대에서 “천상의 소리”라는 극찬을 받고 평생을 우리 음악을 알리는데 힘을 쏟았다. 이를 통해 전통예술인으로서는 드물게 국내 문화예술계는 물론 세계적인 명성을 얻고 있는 예술가이다.
타고난 소리 성음과 천부적인 음악적 재능, 뛰어난 연기력, 과하게 지나치지 않는 감정 표현법과 절제를 담보하는 깔끔한 발림, 고고하면서도 우아한 세련된 무대 매너로 품격높은 소리판을 만들어 국내•외 수 많은 관객들에게 감동을 선사하는 최고의 소리꾼으로 평가받고 있다. 
젊은 시절에는 누구보다 다양한 장르의 음악과 교류를 통해 판소리 대중화에 이바지한 소리꾼이었고 창작음악의 1세대라고 할 수 있을 정도로 끊임 없는 타 장르와의 만남을 이어갔다. 1992년 발표된 월드뮤직 명작 “토끼 이야기”는 아직까지도 한국창작음악의 대표적인 성공사례로 평가받고 있다. 중년에 들어서는 전통예술의 세계화와 품격화에 주력한다. 가야금 연주자 황병기와 함께 방송매체에서 판소리, 더 나아가 국악이라는 장르를 대중화라는 명목으로 희화하고 가벼운 이미지로 만들어내는 시대에 전통예술이라는 대한민국 클래식의 품격을 보여주고 있는 몇 안되는 예인으로 꼽힌다.

## 개요
1949년 전북 남원 출신. 9살 때 이모인 강순영의 주선으로 주광덕 문하에서 소리를 배우기 시작한 이후, 10대 때는 외당숙인 강도근에게서 판소리 다섯 바탕의 토막소리들을 두루 배웠다. 이후 20대에는 상경하여 만정 김소희(춘향가, 심청가, 흥보가)한테 입문하였으며, 1979년(31세)에 국립창극단에 입단하여 양암 정광수(수궁가), 춘전 성우향(심청가), 박봉술(적벽가), 운초 오정숙(흥보가) 등에게 입문하였다.
이 외에도 친이모 강순영 명인에게 (신관용류) 가야금 산조와 약간의 가야금 병창을 배웠고, 함동정월(최옥삼류), 원옥화(강태홍류), 김죽파(김죽파류)에게 가야금 산조를 사사했으며, 20대에 상경한 이후에는 향사 박귀희(박귀희류 가야금병창)에게 가야금 병창을 사사하여, 판소리, 가야금 병창, 가야금 산조에서 모두 일가를 이룬 명인이 되었다.
1997년 향사 박귀희 사후 40대 중반의 젊은 나이에 그의 뒤를 이어 국가무형문화재 제23호 가야금 산조 및 병창 예능보유자로 지정되어 인간문화재 반열에 올랐다. 이후 제5호 판소리 ‘춘향가’ 예능보유자로 재지정되었으며, 기존 가야금 산조 및 병창 분야의 보유자 자격은 인정 해제되었다.
1979년 국립창극단에 입단한 이후, 음악적 능력은 물론 뛰어난 연기력을 바탕으로 대부분의 작품에 주역으로 섰으며, 특히 춘향역은 당대 최고의 평가를 받으며, '영원한 춘향'이라는 수식어를 받기도 하였다. 그 외에도 창극 수궁가에서의 토끼 역 또한 작은 체구를 십분 활용한 익살스러운 연기로 인해 큰 인기를 끌었다. 또 86년, 적벽가 완창으로 다섯 바탕 소리를 완창함으로써 전통 판소리의 연창과 전승에도 많은 영향을 미쳤다. 그 외에도 타 장르의 협업 작업을 진행하기도 하였는데, 특히 재즈 뮤지션들과 자주 협연을 펼쳤으며, 그 가운데에서도 사물놀이 창시자 김덕수와 독일의 재즈그룹 레드 선(Red Sun)과 함께해 1995년 발표한 〈토끼 이야기〉는 한국 퓨전음악의 대표적인 성공사례 중 하나로 평가받는다.
1986년부터 1995년까지 스승격인 인당 박동진, 운초 오정숙 명창의 뒤를 이어 판소리 다섯마당을 모두 완창하였으며 이후 1988년 유럽 8개국 순회공연을 시작으로 미국 카네기 홀 공연, 링컨 센터 여름축제 공연, 프랑스 아비뇽 페스티벌 한국인 최초 초청 공연, 영국 에든버러 페스티벌 한국인 최초 초청 공연, 호주 시드니 오페라 하우스 초청 공연, 제1회 윤이상 범민족 통일 음악회 평양 모란봉극장 공연 등 프랑스, 미국, 캐나다, 독일, 스페인, 영국, 이탈리아, 벨기에, 네덜란드, 체코, 중국, 일본, 몽골, 터키, 폴란드, 러시아, 홍콩, 브라질 등 세계 40여개국 최고의 무대에 초청 공연을 통해 우리의 소리를 알리는 동시에 세계적인 명창이라는 명성을 얻게 되었다.
특히 1998년에 '천상의 소리'라는 극찬과 함께 프랑스 정부가 수여하는 문예공로훈장 오피시에를 한국 여성 예술인 최초로 수여 받았으며, 다음해 대한민국 옥관문화훈장과 '올해의 국제적인 음악인상'을 수상하는 영예를 얻었다.
2001년부터는 한국예술교육의 최고교육기관인 한국예술종합학교 전통예술원 음악과 성악전공 교수로 임용되어 국내 최초의 판소리 전공 교수가 된다. 이후 그녀는 퇴임하는 2013년까지 전통예술 후학양성에 힘썼으며, 현재에도 세계적인 명성을 얻은 소리꾼으로 많은 국내외 공연활동으로 사람들의 존경을 받고있다.
국악전문지 《소리마당》 창간기념 조사 '국악계의 영향력 있는 인물' 1위에 선정되기도 했으며 《아시아경제신문》 창간 21주년 기념 '한국을 움직이는 파워여성 리더 21인"에 선정되었다.

## 약력
- 국가무형문화재 제5호 판소리 ‘춘향가’ 보유자
- 국립창극단 단장 겸 예술감독, 원로단원 역임
- 전주세계소리축제 조직위원장(2004-2008)
- 용인대학교 예술대학 국악과 대우교수(1998-2000)
- 한국예술종합학교 전통예술원 교수(2000-2013)
- 국립국악원 민속악단 예술감독(2013-2015)
- 現 남원춘향제 제전위원장.

## 주요 공연
- 1981 동남아 12개국 순회 공연.
- 1986 유럽 7개국, 미국 7개주 판소리 완창 공연.
- 1988 서울올림픽 공연.
- 1988 유럽 8개국 12도시 38일 순회 완창 공연
- 1986-1991 판소리 다섯마당 완창.
- 1991 미국 뉴욕 카네기홀 공연
- 1994 영국 런던 사우스뱅크센터 완창공연
- 1997 뉴욕 링컨센터 여름축제 초청공연.
- 1998 프랑스 아비뇽축제 초청공연.
- 1999 제2회 윤이상 범민족통일음악회 평양 공연.
- 1999 유럽(프랑스, 독일, 영국) 3개국 완창 공연.
- 1999 대한민국 제15대 대통령 취임식 공연.
- 2001 일본 동경음악제 초청 공연.
- 2002 FIFA 한.일월드컵 개막식 피날레 공연.
- 2003 뉴욕 링컨센터 여름축제 초청 완창 공연.
- 2003 영국 에딘버러축제 한국인 최초 초청 공연.
- 2003 프랑스 파리 가을 축제 초청공연
- 2003 대한민국 제16대 대통령 취임식 공연.
- 2005 부산APEC정상회의 만찬공연.
- 2005 MBC 대한민국음악축제 우리시대의 명창 안숙선/국민성악가 임웅균/대한민국 최고의 대중가수 인순이 3色 콘서트.
- 2006 프랑스 기메박물관 초청 공연.
- 2007 남북정상회담 문화예술부분 특별수행원/만찬공연.
- 2007 KBS/국립극장 주최 안숙선 소리인생 50주년 기념공연 KBS홀 공연.
- 2008 대한민국 제17대 대통령 취임식 공연.
- 2009 미국 오바마 대통령 취임 축하 워싱턴공연.
- 2010 폴란드 브레이브 페스티벌 초청 공연.
- 2010 벨기에 스핑크스 페스티벌 초청 공연.
- 2011 한,호 수교 50주년 호주 시드니 초청 공연
- 2011 서울 G20정상회의 만찬공연.
- 2011 평창동계올림픽 개최 선정기원 축하공연.
- 2012 서울 핵 안보정상회의 축하공연.
- 2012 여수세계엑스포 개막식 공연.
- 2013 대한민국 제18대 대통령 취임식 공연.
- 2013 영국 런던 K-뮤직 페스티벌 초청 공연.
- 2015 프랑스 파리 가을 축제 초청 공연.
- 2015 벨기에 브뤼셀 K-뮤직 페스티벌 초청 공연.
- 프랑스, 영국, 독일, 스페인, 러시아, 스웨덴, 벨기에, 폴란드, 네덜란드, 그리스, 스페인, 체코, 브라질, 미국, 캐나다, 호주, 일본, 중국, 몽골 등 40여개국 초청 공연.
- 1979-2013 국립창극단 200여 작품의 주역, 도창, 작창
- 2018 런던 K- music 페스티벌 초청 공연

## 상훈
- 1986년 남원춘향제 전국명창대회 대통령상 수상
- 1987년 제6회 KBS 국악대상 대상 수상(대상부문 최초 수상)
- 1993년 대한민국 문화예술상 수상
- 1994년 국제문화친선협회 선정 '올해의 국제문화인상' 수상
- 1995년 제22회 한국방송대상 수상
- 1996년 한국문인협회 선정 '가장 문학적인 국악인상' 수상
- 1998년 프랑스 정부 문예공로훈장 오피시에 수훈
- 1999년 제48회 서울특별시 문화상 수상
- 1999년 올해의 국제적인 음악인상[출처 필요] 수상
- 1999년 옥관문화훈장(4등급) 수훈
- 2003년 남원시민 문화장 수훈
- 2006년 제2회 허규예술상 수상
- 2008년 제9회 대한민국 국회대상 국악부문 수상
- 2011년 제21회 동리대상 수상
- 2013년 제17회 만해대상 만해문화예술부분 대상 수상
- 2013년 제20회 방일영문화재단 주최 방일영국악상 수상
- 2015년 삼성생명공익재단 2015 <삼성행복대상> 여성창조상 수상
- 2021년 은관문화훈장(2등급) 수훈